# Тукхум

Герб Чечни, девятиконечная звезда символизирует девять чеченских тукхумов как единый народ

Тукхум (также токкхум; чечен. токхе — «сытый», «достаточный») — военно-экономическое или военно-политическое объединение, союз тайпов, часто не связанных между собой кровным родством, но объединившихся для совместного решения общих задач — защиты от нападения противника и экономического обмена. Тукхум занимал определённую территорию, которая состояла из фактически заселённой им местности, а также окружающего района, где тайпы, входившие в тукхум, занимались охотой, скотоводством и земледелием. Каждый тукхум говорил на своём диалекте чеченского языка.
Тукхум, в отличие от тайпа, не имел официального главы или военачальника (чечен. бlаьчча). Таким образом, тукхум был не столько органом управления, сколько социальной организацией. Совещательным органом тукхума был совет старейшин, который состоял из представителей всех тайпов, входивших в данный тукхум, на равных правах. Совет старейшин созывался в случае необходимости для решения межтайповых споров и разногласий, для защиты интересов как отдельных тайпов, так и тукхума в целом. Совет старейшин имел право объявлять войну, заключать мир, вести переговоры с помощью своих и чужих послов, заключать союзы и разрывать их.

## Понятие термина
Часто термин «тукхум» могут употреблять параллельно с таким понятием, как «племя» или «общество».

## Тукхумы
На настоящий момент чеченцы делятся на 9 тукхумов, сложившихся в XV—XVI веках, в состав которых входит около 100 тейпов:
- Овхой/аккий (ауховцы, овхой, ококи) представители чеченских обществ, исторически проживающих на территории нынешнего Дагестана.
- Мелхий (мялхистинцы, маьлхий)
- Нохчмахкахой (известен также под названием ичкерийцы)
- Орстхой (карабулаки)
- Терлой (чечен. Тӏерлой)
- Чантий (чечен. Чӏаьнтий)
- Чебарлой (чечен. Чӏеберлой)
- Шарой (чечен. Шlорой)
- Шатой (шуотой, шубуты)

Существуют также тайпы, не входящие ни в один из тукхумов.